# Viktor von Schmeidel
Viktor Hermann Georg Ritter von Schmeidel (* 27. Oktober 1856 in Tyrnau; † 8. Mai 1920 in Graz) war ein österreichischer Landesgerichtsrat und von 1893 bis 1920 Bundesobmann des Steirischen Sängerbundes.

## Leben und Wirken

### Frühes Leben und Ausbildung

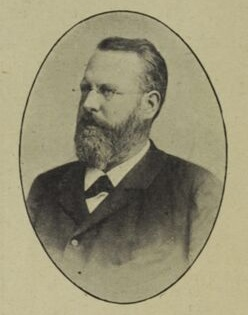
Viktor Ritter von Schmeidel (um 1902)

Viktor Ritter von Schmeidel wurde am 27. Oktober 1856 in Tyrnau (heute Trnava in der Slowakei) als Sohn des deutschen Beamten Hermann Ritter von Schmeidel (* 8. Jänner 1826; † 1. September 1897 in Weitlanbrunn im Pustertal) geboren, der später das Amt des k. k. Oberlandesgerichts-Vizepräsidenten in Graz bekleidete. Sein Vater war k. k. Senatspräsident im Ruhestand, Träger des Komturkreuzes des Franz-Joseph-Ordens und Ritter des Leopold-Ordens. Seine Mutter war die aus Spalato stammende Adelheid „Adele“ Grimus von Grimburg (* 25. Juli 1834 in Spalato; † 29. Dezember 1914 in Graz). Nach Abschluss seiner allgemeinen Schulbildung studierte von Schmeidel Rechtswissenschaften an den Universitäten Wien und Graz. In dieser Zeit hatte er sich unter anderem unter dem Pseudonym Ernst Koller als Dramaturg versucht und beispielsweise das Theaterstück Taubstumm geschrieben, das am 19. Juni 1876 im Grazer Landestheater zur Uraufführung gelang. Im Folgejahr wurde ein Theaterbrief aus seiner Feder in den von Alphons Dürr in Leipzig verlegten Dramaturgischen Blättern abgedruckt.

### Beruflicher Werdegang und Staatsdienst
Nach erfolgreich abgeschlossenem Studium trat er 1878 in den Staatsdienst ein und sammelte in den nachfolgenden Jahren Gerichtspraxis. Im Frühjahr 1886 wurde der damalige Ausculant zum k. k. Bezirksgerichtsadjunkten von Hartberg ernannt. Als solcher war er dort in den nachfolgenden drei Jahren tätig, ehe im März 1889 seine Versetzung als k. k. Bezirksgerichtsadjunkt an das Kreisgericht Liezen mit Dienstverwendung am Kreisgericht Leoben bekanntgegeben wurde. Etwa über zwei Jahre später erfolgte seiner Ernennung vom Bezirksgerichtsadjunkten zum Gerichtsadjunkten des Kreisgerichts Leoben. Sein lediger Bruder Alfred Wilhelm Hermann Anton Maria (* 13. Juni 1860 in Thyrnau; † 9. Februar 1915 in Graz) war ebenfalls Landesgerichtsrat und als Gerichtsadjunkt tätig und starb mit 54 Jahren an einem Gehirnschlagfluss.

### Engagement im Vereinswesen
Ebenfalls ab 1891 fungierte von Schmeidel als Obmann des Verschönerungsvereins der Stadt Leoben und wurde bei der Hauptversammlung des Vereins am 30. August 1891 in diesem Amt bestätigt. Wohl ebenfalls ab dieser Zeit – vermutlich ab 1892 – trat er außerdem als Vorstand des Leobener Männergesangvereins in Erscheinung. Bereits zu Ostern 1890 fand auf seine Initiative hin eine Delegiertenversammlung des zum Steirischen Sängerbund gehörenden Leobener Männergesangverein statt, bei der von Schmeidel zum Obmannstellvertreter gewählt worden war. Bei der Vollversammlung am 23. November 1892 wurde von Schmeidel bereits zum Ehrenmitglied des Vereins ernannt. Wenige Wochen später wurde er als Obmann wiedergewählt. Ebenfalls gehörte er ab dieser Zeit dem Leobener Jagdklub als Schriftführer an. Für das im Sommer 1893 durchgeführte Bundesfest des Steirischen Sängerbundes in der Au in Leoben ließ von Schmeidel die dort bestehende Sängerhalle deutlich vergrößern. Beim Festausschuss selbst fungierte von Schmeidel als Stellvertreter des Vorsitzenden, dem Bürgermeister Ignaz Buchmüller. Unter von Schmeidels Führung entwickelte sich der Verein zum führenden Männergesangverein des steirischen Oberlandes. Etwa einen Monat nach dem Bundesfest in Leoben wurde der Gerichtsadjunkt vom Justizminister Friedrich von Schönborn vom Leobener Kreisgericht zum Landesgericht nach Graz versetzt.

### Bundesobmann des Steirischen Sängerbundes
Noch im selben Jahr, am 7. August, wurde von Schmeidel zum Bundesobmann des Steirischen Sängerbundes gewählt. Sämtliche Ämter, die er in Leoben innehatte, legte er mit seiner Übersiedelung nach Graz nieder. Noch im selben Jahr hatte es der Bund auf 73 Vereinen mit 1731 Sängern gebracht. Durch die Tatkraft des damals neu gewählten Bundesobmannes Viktor von Schmeidel wurde ab 1895 das Liederbuch des Steirischen Sängerbundes herausgebracht. Anfangs erschien eine Sammlung in Partiturform mit dem Titel Aus der grünen Mark, die den Bundeswahlspruch und im Anschluss 36 Chöre von Franz Blümel, Eduard Brunner, Robert Frettensattel, Karl Fürnschuß, Anton Gauby, Josef Gauby, Rudolf Klein, Karl August Koschatzky, Hans Pröll, Jakob Eduard Schmölzer, Oswald Stoppacher, Rudolf Wagner, Karl Maria Wallner oder Viktor Zack beinhaltete. Im Jahr 1896 übernahm er zusätzlich die Leitung des Finanzausschusses im Festausschuss anlässlich des Jubiläums des Grazer Männergesangvereins. Mit der Ernennung zum Gerichtssekretär im September 1897 übernahm von Schmeidel eine neue Verantwortung am Landesgericht Graz. Im Sommer 1902 war der Obmann des Steirischen Sängerbundes und des Grazer Männergesangvereines unter anderem auch mit der Geschäftsführung des Festausschusses anlässlich des vom Deutschen Sängerbund veranlassten 6. Deutschen Sängerbundesfestes in Graz betraut. Auch an der Festzeitung des 6. Deutschen Sängerbundesfestes war Viktor von Schmeidel maßgeblich beteiligt und hatte dabei die Oberleitung des Blattes übernommen.

### Weiteres Engagement und Karriere im Verein
Für den Deutschen Journalisten- und Schriftstellertag in Graz im Jahr 1904 saß von Schmeidel ebenfalls im Festausschuss. Nachdem zwischenzeitlich bereits jemand anders die Obmannschaft des Grazer Männergesangverein übernommen hatte, wurde von Schmeidel bei der Hauptversammlung im Oktober 1904 hinter Vinzenz Ritter von Wiser des Älteren zum Vorstandstellvertreter gewählt. Anlässlich des Jubiläumsfestes des Deutschen Schulvereines wurde von Schmeidel im Frühjahr 1905 in den Musikausschuss gewählt. Nur wenige Monate später wurde er von der Leitung des Justizministeriums zum Landesgerichtsrat in Graz ernannt. Ab Herbst 1905 fungierte er im Grazer Männergesangverein nur mehr als Ausschussrat. Auch beim vorbereitenden Komitee für das Steiermärkische Musikfest in Graz im Mai 1907 spielte der Landesgerichtsrat eine wichtige Rolle. Des Weiteren war er auch Mitglied des Preisrichterkollegiums dieses Musikfestes. Im März 1908 wurde von Schmeidel in den Gesamtausschuss des Staatsbeamtenkasinos gewählt; ebenso 1909. Aus einem Zeitungsbericht aus dem Jahr 1909 geht hervor, dass sich unter von Schmeidels Leitung die Anzahl der Vereine von 63 im Jahr 1893 auf 136 Vereine mit – je nach Quellenlage – über 3000 bzw. über 3600 Sängern im Jahr 1909 erhöht hatte. Im Mai 1910 wurde er als Mitglied des Gesamtausschusses des Deutschen Sängerbundes, der zu diesem Zeitpunkt 4770 Vereine mit 159.331 Sängern umfasste, wiedergewählt. Im Laufe seiner Amtszeit ließ von Schmeidel in der gesamten Steiermark größere und überregionale Sängerzusammenkünfte veranstalten, was mitunter auch zum Erfolg des Steirischen Sängerbundes beitrug.

### Späte Jahre und Tod
Im Jahr 1912 brachte er anlässlich des 50-jährigen Jubiläums des Deutschen Sängerbundes die 240 Seiten umfassende Festschrift Der deutsche Sängerbund 1862–1912 heraus, die im Grazer Leykam-Verlag erschien. Ab Mitte der 1910er Jahre wurde von Schmeidel in zeitgenössischen Zeitungen wiederholt als Oberlandesgerichtsrat bezeichnet; eine offizielle Ernennung in dieses Amt ist jedoch nicht nachgewiesen. Bei der Organisation des Zweiten Steirischen Soldatentages in der ersten Dezember-Woche 1915 fungierte von Schmeidel als eines der Ausschussmitglieder. Im Jahr 1918 feierte von Schmeidel sein 25-jähriges Jubiläum an der Spitze des Steirischen Sängerbundes; ebenso lang gehörte er dem Grazer Männergesangverein und dem Deutschen Sängerbund an. Zum Anlass dieses Jubiläums wurde er von unzähligen – vorrangig steirischen – Gesangvereinen zum Ehrenmitglied ernannt. In den Jahren seines Wirkens setzte er sich auch für die ab 1899 erscheinende Zeitschrift Das deutsche Volkslied ein und bemühte sich beispielsweise um die Subventionierung der Zeitschrift mit Geldmitteln des Deutschen Sängerbundes. Bei der 25. ordentlichen Hauptversammlung des Vereins Südmark wurde von Schmeidel im Juni 1919 zu einem der Hauptleitungsmitglieder gewählt.
Am 8. Mai 1920 starb Schmeidel nach kurzer Krankheit im Alter von 63 Jahren im Palais Wildenstein in der Paulustorgasse 8, das zumindest bis zur Fertigstellung des Landeskrankenhauses Graz im Jahr 1912 und teilweise auch noch danach als Allgemeines Krankenhaus gedient hatte. Als Todesursache wurde eine Arterienverkalkung festgestellt. Zeitgenössische Zeitungsberichte erwähnten auch einen Schlaganfall, den er am 7. Mai auf der Heimkehr von einer Liedertafel erlitten haben soll. Zum Zeitpunkt seines Todes lebte er am Karlau(er)platz 1 im Bezirk Gries. Noch am Tag seines Todes war er vom Männergesangverein Rottenmann zum Ehrenmitglied ernannt worden. Am 11. Mai 1920 wurde der einstige Bundesobmann auf dem Grazer Zentralfriedhof unter großer Beteiligung der Bevölkerung beigesetzt. Der Steirische Sängerbund beschloss in einer seiner Bundeshauptversammlungen die Errichtung eines Grabmals für Viktor von Schmeidel, das am 30. Oktober 1921 in einer schlichten Trauerfeier am Grazer Zentralfriedhof feierlich eingeweiht wurde. Seine zweite Ehefrau überlebte ihn um knapp zwölf Jahre und starb im Jänner 1932 im Alter von 70 Jahren an einer chronischen Bronchitis.

## Persönliches
Am 11. Oktober 1886 heiratete er in der Pfarrkirche Röthelstein die ursprünglich aus St. Gallen stammende Maria Gabriele Pfeifer (* 19. März 1862 in St. Gallen; † 9. Juli 1908 in Graz). Aus der Ehe mit seiner ersten Frau ging am 20. Juni 1894 der Sohn Hermann Friedrich Alfred Max († 10. Oktober 1953), ein späterer Musikpädagoge, NS-Musikfunktionär, Komponist und Dirigent, hervor. Seine Frau starb nach knapp 22 Jahren Ehe am 9. Juli 1908 im Alter von 46 Jahren an einem Magenabszess.
Am 26. August 1912 heiratete der damals 55-jährige in der Pfarre Graz-Karlau in zweiter Ehe die damals 50-jährige Postmeisterin und spätere Ober-Postmeisterin Viktoria Anna Maria Moser (* 22. Dezember 1861 in Ebenthal in Kärnten; † 9. Jänner 1932 in Graz). Die Eltern seiner Ehefrau waren der Ebenthaler Schlossgärtner Alois Moser und dessen Ehefrau Anna (geborene Jaňura). Zum Zeitpunkt der Verehelichung war von Schmeidel bereits in den Ruhestand getreten, führte jedoch sein Amt als Bundesobmann weiterhin aus.
Als langjähriges Mitglied der Akademischen Sängerschaft Gothia zu Graz fungierte er bei dieser als Alter Herr honoris causa.

## Schriften (Auswahl)
- Theaterstück Taubstumm, Graz 1876 (unter dem Pseudonym Ernst Koller)
- Theaterbrief. In: Dramaturgische Blätter, Verlag A. Dürr, Leipzig 1877
- Was wir wollen und was wir sollen. In: Deutsche Sängerbund-Zeitung, Leipzig 1909, 1. Jahrgang, Nr. 1[69]
- Die neuen Konzersäle in Graz. In: Deutsche Sängerbund-Zeitung, Leipzig 1909, 1. Jahrgang, Nr. 13[70]
- Der deutsche Sängerbund 1862–1912. Leykam, Graz 1912

## Auszeichnungen und Ehrungen (Auswahl)
- Ehrenmitglied zahlreicher – vorrangig steirischer – Gesangvereine